# Saint-Jacques (Amiens)
Pour les articles homonymes, voir Saint-Jacques.
Saint-Jacques est un quartier du centre-ville d'Amiens.

## Historique
Le quartier Saint-Jacques était, avant le XVe siècle, un faubourg de l'ouest la ville qui fut enserré dans les nouveaux remparts édifiés à partir du XIVe siècle. Au XVIIe siècle, abbaye Saint-Jean-des-Prémontrés détruite pendant les invasions espagnoles, fut reconstruite dans ce quartier, à l'abri des remparts. Au XVIIIe siècle, on construisit une caserne. Au milieu du XIXe siècle, l'église Saint-Jacques, datant du XVe siècle, fut reconstruite. Durant l'entre-deux-guerres fut construite, au sud du quartier, le conservatoire de musique et d'art dramatique, sur les plans de Louis Duthoit. Ce quartier fut presque totalement détruit pendant la Seconde Guerre mondiale par les bombardements et reconstruit après 1945.

## Morphologie du quartier
Le quartier est limité à l'est par les rues du maréchal de Lattre de Tassigny, de la 2e D.B. et du général Leclerc, au nord par la Somme, à l'ouest et au sud par les boulevards intérieurs. Son habitat et sa voirie ont été profondément modifiés lors de la reconstruction de l'après Seconde Guerre mondiale. 
L'habitat est constitué majoritairement d'immeubles d'habitat collectif. La façade des immeubles est tantôt en pierre, tantôt de brique. Le secteur des I.S.A.I. (immeubles sans affectation individuelle) est un des éléments emblématiques de la reconstruction. 
Dans le quartier, sont situés plusieurs monuments ou équipements publics : l'église Saint-Jacques, le temple protestant reconstruit à côté de l'église après 1945, une caserne de sapeurs pompiers, elle aussi à côté de l'église, la maison de la culture, l'ancienne abbaye Saint-Jean, dite « cloître Dewailly », transformé en lieu d'activité culturelle, le Coliseum réunissant, piscine, patinoires, salles de sports, terrain de sport ainsi que la bourse du travail, rue Frédéric Petit.